# 傑津區
33°32′31″N 35°35′03″E / 33.5419°N 35.5842°E

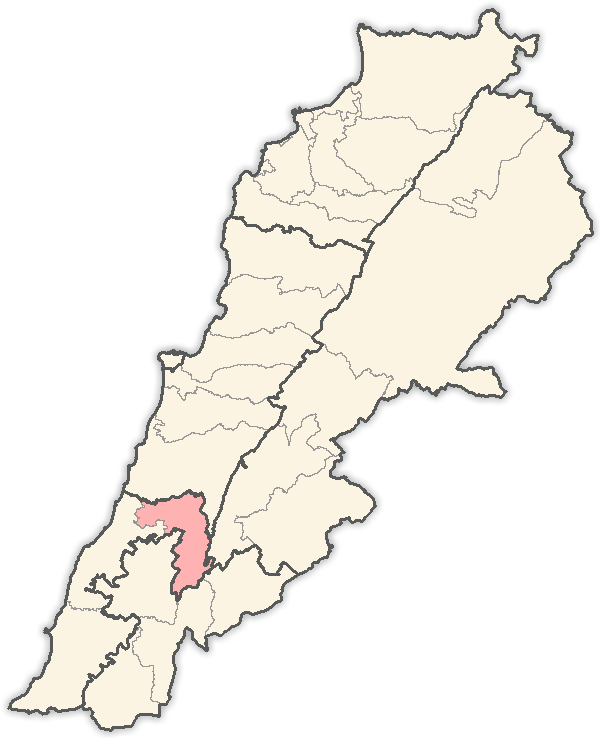

傑津區（阿拉伯语：‎）是黎巴嫩南部省的區份，位於該國西南部，首府設於傑津，面積241平方公里，2008年人口15,000，人口密度每平方公里62人。